# Thập niên 2090
Thập niên 2090 hay thập kỷ 2090 chỉ đến những năm từ 2090 đến 2099, kể cả hai năm đó. Không chính thức, nó cũng có thể bao gồm vài năm vào cuối thập niên 2080 hay vào đầu thập niên 2100. Đây là thập kỷ cuối cùng của thế kỷ 21.